# Robert G. Simmons

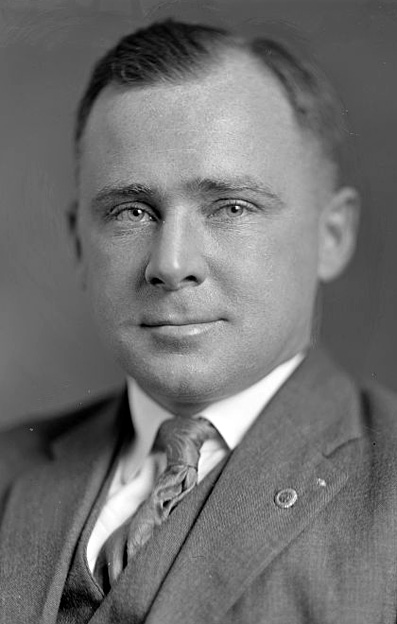
Robert G. Simmons

Robert Glenmore Simmons (* 25. Dezember 1891 bei Scottsbluff, Nebraska; † 27. Dezember 1969 in Lincoln, Nebraska) war ein US-amerikanischer Politiker. Zwischen 1923 und 1933 vertrat er den sechsten Wahlbezirk des Bundesstaates Nebraska im US-Repräsentantenhaus.

## Werdegang
Robert Simmons besuchte die öffentlichen Schulen seiner Heimat und von 1909 bis 1911 das Hastings College. Danach studierte er bis 1915 an der University of Nebraska Jura. Nach seiner im gleichen Jahr erfolgten Zulassung als Rechtsanwalt begann er in Gering in seinem neuen Beruf zu arbeiten. Im Jahr 1916 war er Bezirksstaatsanwalt im Scotts Bluff County. Während des Ersten Weltkriegs war Simmons Oberleutnant der US-Armee.
Simmons wurde Mitglied der Republikanischen Partei. 1922 wurde er im sechsten Distrikt von Nebraska in das US-Repräsentantenhaus gewählt, wo er am 4. März 1923 Augustin Reed Humphrey ablöste. Nachdem Simmons bei den folgenden vier Kongresswahlen jeweils bestätigt wurde, konnte er bis zum 3. März 1933 insgesamt fünf Legislaturperioden im Kongress absolvieren. Im Jahr 1932 wurde der sechste Wahlbezirk aufgelöst. Daraufhin kandidierte Simmons erfolglos im neuen Nachfolgebezirk.
In den Jahren 1934 und 1936 bewarb er sich jeweils erfolglos um einen Sitz im US-Senat. Zwischenzeitlich war er als Rechtsanwalt tätig. Im Jahr 1938 wurde Robert Simmons zum vorsitzenden Richter des Obersten Gerichtshofs (Chief Justice) von Nebraska ernannt. Im Jahr 1955 war er zudem beisitzender Richter am Internationalen Arbeitsgerichtshof (Administrative Tribunal of the International Labour Organization) in Genf. Im Jahr 1963 trat er als Oberster Richter Nebraskas zurück; er arbeitete aber weiterhin als privater Rechtsanwalt. Robert Simmons starb am 27. Dezember 1969 und wurde in Scottsbluff beigesetzt.